# 王東原
王 東原（おう とうげん、繁体字: 王東原; 簡体字: 王东原; 拼音: Wáng Dōngyuán; ウェード式: Wang Tung-yüan）は、中華民国（台湾）の軍人・外交官。国民革命軍の軍人で、主として日中戦争期に軍事教育分野で活動した。三民主義青年団の有力幹部でもある。名は修墉だが、字の東原で知られる。祖籍は安徽省徽州府。

## 事績

### 国民革命軍での台頭
1917年（民国6年）、国立北京高等師範学校に入学したが、翌年、保定陸軍軍官学校に転入し第8期工兵科で学んだ。1922年（民国11年）、卒業し、河南省に駐屯していた岳維峻率いる国民軍第2軍で上尉参謀に任ぜられている。翌年夏、王は湖南省に移り、湘軍（湖南軍）第1師独立第10団上尉教官となった。その後順調に昇進し、1926年（民国15年）夏には湘軍第39団団長代理として北伐に従軍している。
1927年（民国16年）、王東原は国民革命軍第35軍教導団団長となり、同年5月には中国国民党湖南救党（清党）委員会委員を兼任した。1928年（民国17年）、第35軍教導団は教導師に拡充され、王が引き続き師長を務めた。北伐完了後、軍縮に伴い教導師は解散され、王は考察団団長として全国各軍の状況を視察した。
1929年（民国17年）4月、陸軍新編第7師第3旅旅長に任命され、翌年1月には新編第7師が第15師に改組されて王東原率いる第3旅も第45旅となった。同年9月、第15師副師長に昇進、湖南省会警備司令を兼任したが、まもなく湘南警備司令に転じている。1931年（民国20年）、陸軍第15師師長に昇進、以後、中国共産党（紅軍）包囲掃討作戦に参加した。1937年（民国26年）夏には廬山訓練団第一中隊長、大隊長を歴任している。

### 日中戦争以降
日中戦争（抗日戦争）が勃発すると、旧第15師は第73軍に拡充されて王東原が軍長に昇進し、第二次上海事変（淞滬抗戦）に参戦した。1938年（民国27年）春、武漢珞珈山訓練団研究班副主任に転じる。同年6月には、三民主義青年団中央臨時幹事会幹事に任ぜられ、さらに第34軍団軍団長も兼ねた。翌月には三民主義青年団訓練処長となり、さらに冬には第34集団軍副総司令となっている。年末に重慶へ召還され、中央訓練団副教育長（教育長代理）に任命され、まもなく教育長へ正式に昇進した。1939年（民国28年）初めには第32集団軍副総司令となり、翌年、国民政府軍事委員会政治部副部長となっている。1942年（民国31年）5月、陸軍大学政治部主任を兼任し、後に国防研究院主任にもなっている。
1944年（民国33年）7月、王東原は湖北省政府主席となり、翌月、第6戦区副司令長官を兼任した。翌年6月、国民党第6期中央執行委員に選出されている。戦後の1946年（民国35年）4月、王は湖南省政府主席に転じ、三民主義青年団湖南省指導員も兼ねている。1948年（民国37年）8月、戦略顧問委員会委員に任ぜられた。国共内戦末期に王は台湾へ逃れている。

### 晩年
台湾での王東原は、革命実践研究院の創設に取り組んでいる。1951年（民国40年）、王は駐大韓民国大使に任命され、赴任した。1961年（民国50年）、総統府国策顧問に任ぜられ、同年4月から東南アジアや中東など32か国を外遊している。また国民党では、第10期から第14期まで中央評議委員を務めた。1995年4月8日、ロサンゼルスで死去。享年98（満97歳）。

## 著書
- 『浮生簡述』（回顧録）

## 注
1. ↑  劉国銘主編（2005）、146頁による。徐主編（2007）、109頁は1898年1月、胡・浩（1999）、44頁は1899年とする。
2. ↑  胡・浩（1999）、44-47頁。
3. 1 2 3  徐主編（2007）、109頁。
4. 1 2 3 4 5 6  劉国銘主編（2005）、146頁。
5. ↑  胡・浩（1999）、47-51頁。
6. ↑  徐主編（2007）、109頁による。劉国銘主編（2005）、146頁は、1933年6月としている。
7. ↑  胡・浩（1999）、51-55頁。
8. ↑  胡・浩（1999）、55-59頁。
9. ↑  徐主編（2007）、109-110頁。
10. ↑  胡・浩（1999）、59-63頁。
11. 1 2  徐主編（2007）、110頁。
12. ↑  胡・浩（1999）、63-64頁。